# Corrent de Groenlàndia Occidental
El corrent de Groenlàndia Occidental és un feble corrent marí d'aigua mitjanament freda que flueix cap al nord recorrent la costa occidental de Groenlàndia, des del cap Farewell fins a la badia de Baffin.

## Descripció
Té una velocitat entre 0,9 i 1,9 km/h, i no constitueix una continuació directa del corrent de Groenlàndia Oriental. El seu origen està en la surgència (upwelling en anglès) d'aigües fredes i profundes en la costa occidental de Groenlàndia a conseqüència del moviment de rotació terrestre. Les aigües profundes tenen una temperatura constant d'uns 4º C, temperatura a la qual l'aigua té la seva màxima densitat. Són aigües relativament fredes però estan lliures de gel a aquesta temperatura. Les aigües que emergeixen al costat de la costa occidental de Groenlàndia es dirigeixen cap al nord per la configuració de les costes: la part meridional de Groenlàndia té molta major velocitat de desplaçament d'oest a est (pel moviment de rotació terrestre) que la part nord. Unit a la pròpia direcció gairebé de sud a nord de la costa, desvia les aigües d'aquest corrent cap al nord i nord-oest. En aquest viatge per la superfície oceànica, les aigües d'aquest corrent es refreden molt al contacte amb l'atmosfera per la qual cosa arriben a congelar-se, i això les impedeix seguir cap al nord a través de l'estret de Smith (entre Groenlàndia i l'illa d'Ellesmere) i tornen de nou al sud per la costa canadenca de Baffin (com resulta lògic, un corrent oceànic és superficial però deixa de ser-ho en trobar-se l'obstacle d'una capa de gel flotant (banquisa) que la fa enfonsar-se o retrocedir cap al sud-est (en l'hemisferi nord). Entre el sud de Groenlàndia i l'àmplia desembocadura de la glacera de Humboldt, les costes de Groenlàndia romanen lliures de gel, mentre que les costes de la gran illa de Baffin romanen gelades en la seva major part tot l'any.
L'estudi d'imatges de satèl·lit ens mostra l'extensió superficial i l'espessor del gel oceànic en el corrent de Groenlàndia Oriental i en les costes occidentals de Groenlàndia, que es troben pràcticament lliures de gel fins a una latitud molt més al nord que en la costa oriental de l'illa de Baffin i en la costa oriental de la pròpia Groenlàndia per causa, òbviament, a la diferent temperatura entre les aigües dels dos corrents de Groenlàndia (molt freda l'oriental i una mica menys freda l'occidental) i del corrent del Labrador, els inicis del qual són la costa oriental de l'illa de Baffin i es dirigeixen cap al sud vorejant les costes de la península del Labrador (d'aquí el seu nom), l'illa de Terranova i fins i tot la península de Nova Escòcia. Aquest corrent del Labrador fa molt més inhòspita la costa oriental de Baffin que l'occidental de Groenlàndia a la mateixa latitud.
Segons Lloyd et al., es tractaria d'un corrent temperat i no freda, ja que procediria de la unió de les aigües fredes procedents del pol del corrent de Groenlàndia Oriental i les relativament càlides del corrent de Irminger, derivada del corrent del Golf. Vindria a corroborar aquesta idea el fet que la costa occidental de Groenlàndia presenta un major grau d'habitabilitat (concentra gairebé tota la població de la gran illa) i un clima més sec, a més de presentar un mar lliure de gels durant tot l'any. No obstant això, i tal com s'ha dit, els corrents Oriental i Occidental de Groenlàndia no constitueixen una unitat, com es veu en la imatge: la seva formació, i per tant, les seves característiques, són diferents. I aquesta distinció entre els dos corrents no és l'única, ja que també es presenta al nord-oest de Groenlàndia (Corrent de Groenlàndia i Corrent del Labrador) i en l'estret de Behring (corrent d'Alaska i Corrent de Kamchatka, aquest últim molt més fred que l'anterior).